# Elena Bónová
Elena Bónová (* 10. října 1935) byla slovenská a československá politička Komunistické strany Slovenska a poslankyně Sněmovny národů Federálního shromáždění za normalizace.

## Biografie
K roku 1981 se profesně uvádí jako laborantka. Ve volbách roku 1981 zasedla do slovenské části Sněmovny národů (volební obvod č. 79 – Nové Mesto-Vinohrady, Bratislava). Ve Federálním shromáždění setrvala do konce funkčního období, tedy do voleb roku 1986.